# Rhacophorus lateralis
Rhacophorus lateralis là một loài ếch bị đe dọa thuộc họ Rhacophoridae đặc hữu của Tây Ghats ở Nam Ấn Độ. Môi trường sống tự nhiên của chúng là các khu rừng ẩm ướt đất thấp nhiệt đới hoặc cận nhiệt đới, đầm nước ngọt có nước theo mùa và các đồn điền.